# Тяньчі
Не плутати з Небесним озером та озером Намцо

Тяньчі (кит.: 天池 — укр. Небесне озеро) — озеро у Сіньцзян-Уйгурському автономному районі Китаю. Розташоване на схилі хребта Богдо-Ула, Східний Тянь-Шань у південній частині міського повіту Фукан. Озеро розташоване на висоті 2000 м над рівнем моря, площа — 4,9 км², глибина — до 105 м. Знаходиться за 110 км від міста Урумчі.
Раніше називалося Ярочі («Нефритове озеро»), але у 1783 році було перейменовано. На території Китаю і Тайваню існує декілька озер з назвою Тяньчі.
В результаті людської діяльності південний берег озера приблизився на 18 м до центру, а середня глибина зменшилася, з 1992 року, зі 100 м до 80 м. У 2006 році було прийнято чотирирічну програму з відновлення озера. Її вартість 800 млн. юанів (приблизно 100 млн. американських доларів). Планується розширити туристичну зону біля озера зі 158 км² до 548 км².